# Bijedići
Bijedići este un sat din comuna Bijelo Polje, Muntenegru. Conform datelor de la recensământul din 2003, localitatea are 100 de locuitori (la recensământul din 1991 erau 127 de locuitori).

## Demografie
În satul Bijedići locuiesc 76 de persoane adulte, iar vârsta medie a populației este de 36,6 de ani (31,2 la bărbați și 42,8 la femei). În localitate sunt 26 de gospodării, iar numărul mediu de membri în gospodărie este de 3,85.
Această localitate este populată majoritar de sârbi (conform recensământului din 2003).
|  |

| Demografie | Demografie | Demografie |
| An         | Locuitori  | Locuitori  |
| ---------- | ---------- | ---------- |
|            |            |            |
|            |            |            |
|            |            |            |
|            |            |            |
| 1948       | 199        |            |
| 1953       | 156        |            |
| 1961       | 178        |            |
| 1971       | 170        |            |
| 1981       | 159        |            |
| 1991       | 127        | 127        |
| 2003       | 102        | 100        |

| \| Componența etnică conform recensământului din 2003[2] \| Componența etnică conform recensământului din 2003[2] \| Componența etnică conform recensământului din 2003[2] \| Componența etnică conform recensământului din 2003[2] \| Componența etnică conform recensământului din 2003[2] \| \| ----------------------------------------------------- \| ----------------------------------------------------- \| ----------------------------------------------------- \| ----------------------------------------------------- \| ----------------------------------------------------- \| \| \| \| \| \| \| \| Sârbi \| Sârbi \| \| 66 \| 66% \| \| Musulmani \| Musulmani \| \| 17 \| 17% \| \| Muntenegreni \| Muntenegreni \| \| 9 \| 9% \| \| Bosniaci \| Bosniaci \| \| 8 \| 8% \| \| necunoscută \| necunoscută \| \| 0 \| 0% \| |              |  |    |     |
| Componența etnică conform recensământului din 2003 |              |  |    |     |
| |              |  |    |     |
| Sârbi | Sârbi        |  | 66 | 66% |
| Musulmani | Musulmani    |  | 17 | 17% |
| Muntenegreni | Muntenegreni |  | 9  | 9%  |
| Bosniaci | Bosniaci     |  | 8  | 8%  |
| necunoscută | necunoscută  |  | 0  | 0%  |